# Chris Marquette
Christopher Marquette, geboren als Christopher George Rodríguez (Stuart (Florida), 3 oktober 1984) is een Amerikaans acteur.

## Biografie
Marquette werd als zoon van Jorge Luis Rodriguez en Patricia Helen Market geboren. Hij is de oudste broer van acteurs Eric en Sean Marquette.
Marquette begon zijn carrière als kind. In 1995 had hij een figurantenrol in Saturday Night Live en hij kreeg in 1996 een rol in de kortdurende televisieserie Aliens in the Family. Na een gastrol in Beverly Hills, 90210 kreeg hij in het 1996-1997 seizoen een rol in de soapserie Another World.
Marquette deed aan het begin van zijn carrière vooral televisiewerk. Zo had hij gastrollen in onder andere Law & Order, The Nanny, 7th Heaven, ER en Boston Public. Ook sprak hij stemmen in voor de bekende geanimeerde jeugdserie The Kids from Room 402, die op Jetix werd uitgezonden, en Rocket Power, die nog altijd op Nickelodeon wordt uitgezonden.
Marquette werd opgemerkt toen hij in 2000 een rol kreeg in de bekende televisieserie Strong Medicine. Zijn doorbraak in de filmindustrie had Marquette te danken aan zijn rol in de televisieserie Joan of Arcadia, waarin hij van 2003 tot en met 2005 te zien was.
Vanwege zijn rol in Joan of Arcadia werd Marquette een bekendheid. Hij kreeg in 2003 zijn eerste grote filmrol in Freddy vs. Jason, het laatste deel van de serie met Freddy Krueger. Hierin was hij naast Joan of Arcadia collega Jason Ritter te zien.
Al snel kreeg Marquette bijrollen in bekende en succesvolle films, waaronder The Girl Next Door (2004), Just Friends (2005) en Alpha Dog (2006). In 2008 was Marquette naast onder anderen Kristen Bell te zien in Fanboys.

## Filmografie
- 2000: Up, Up, and Away!
- 2001: 61
- 2003: Freddy vs. Jason
- 2004: The Girl Next Door
- 2005: American Gun
- 2005: Just Friends
- 2006: Alpha Dog
- 2007: The Invisible
- 2007: The Education of Charlie Banks
- 2007: The Beautiful Ordinary
- 2008: Graduation
- 2008: Infestation
- 2008: Fanboys
- 2014: Bad Country

- Biblioteca Nacional de España: XX4847580
- Bibliothèque nationale de France: cb16528411z (data)
- Gemeinsame Normdatei: 1013973615
- International Standard Name Identifier: 0000 0001 1478 8124
- Library of Congress Control Number: no2006023751
- Système universitaire de documentation: 147560497
- Virtual International Authority File: 100944544
- WorldCat: E39PBJcRbPjyKj6cdxkDYDjXBP